# Hiempsal I
Hiempsal I (Ἱάμψας, segon Plutarc; Ἱάμψαμος, segons Diodor de Sicília; Ἱεμψάλας, segons Appià, el nom podria ser una variant de Hicemsbal) era fill de Micipsa rei de Numídia i net de Masinissa I.
Micipsa a punt de morir va repartir el regne entre els seus dos fills Adhèrbal i Hiempsal i amb el nebot Jugurta per regnar en conjunt (118 aC). Això va provocar conflictes entre els tres reis, especialment motivats per l'ambiciós Jugurta.
Després de baralles i conciliacions, Hiempsal un dia va ofendre a Jugurta i finalment es va decidir repartir el regne en tres parts. Segons Sal·lusti, Hiempsal es va establir a Thirmida, a casa d'un antic dependent de Jugurta i aquest es va aprofitar d'aquesta circumstància per introduir un cos armat a la casa que a la nit va matar el rei i a molts dels seus principals col·laboradors i amics el 117 aC. Segons Titus Livi, en canvi, va esclatar la guerra oberta amb Jugurta, i Hiempsal va morir en ella (112 aC).